# Готтентотский антропологический тип
Готтенто́тский антропологи́ческий тип — один из двух антропологических вариантов южноафриканской расы (наряду с бушменским вариантом). Представителями его являются койсанские народы готтентотской группы (кой-коин), живущие в настоящее время в Южной и Центральной Намибии, а также отчасти в Ботсване и в ЮАР. Готтентотский антропологический тип традиционно рассматривается как более крупный и массивный в сравнении с более мелким и грацильным бушменским типом.
Готтентотский антропологический тип выделяется, в частности, в работах советского антрополога Г. Ф. Дебеца. В его классификации человеческих рас готтентотский тип вместе с бушменским образуют бушменскую расу африканской ветви в составе большой негро-австралоидной расы.
Вместе с бушменским антропологическим типом готтентотский тип разделяет все основные антропологические признаки южноафриканской (капоидной, бушменской) расы. К таким признакам относятся: более светлый цвет кожи в сравнении с остальными африканскими негроидами (часто жёлто-бурого оттенка); более развитая, чем у прочих негроидов, курчавость волос (волосы чаще всего спирально-завитые, спутанные в небольшие пучки); слабое развитие третичного волосяного покрова; абсолютно и относительно низкая высота черепа в отличие от высокого свода черепа у большинства негроидов; узкий нос с очень плоским переносьем; сравнительно низкий рост; высокая степень уплощённости лица; большая частотность распространения эпикантуса; нередко отмечаемая стеатопигия (повышенное жироотложение на ягодицах) и другие признаки.
В сравнении с бушменским антропологическим типом готтентотский тип характеризуется такими особенностями, как:
- бо́льшая покатость лба;
- большее развитие надбровных дуг;
- менее низкое переносье;
- бо́льшие размеры черепа в целом, в особенности бо́льшая высота черепа;
- значительно более высокий рост.

Помимо собственно готтентотских народов часть признаков готтентотского типа отмечается у метисной группы рехоботских бастардов (бастеров), потомков готтентотов и голландских колонистов, живущих в Намибии. Некоторые народы, говорящие на готтентотских языках, не принадлежат к готтентотскому антропологическому типу. Например, дамара, говорящие на языке нама — у них отмечаются признаки негрской расы. О том, что этноязыковая принадлежность не всегда коррелирует с происхождением и антропологическим типом, говорят новейшие генетические исследования. Согласно этим исследованиям, некоторые группы готтентотов оказываются генетически ближе к бушменам, нежели к остальным готтентотам, например, готтентоты нама.
По предположениям некоторых антропологов, отличия признаков готтентотского типа от бушменского возникли в результате частичной метисации бушменов с представителями негрской расы. Также на изменение облика готтентотов, возможно, повлияла смена образа жизни и типа питания при переходе от собирательства к скотоводству.